# Аддукт
Адду́кт (рос. аддукт, англ. adduct) — молекулярний комплекс або сполука, що утворюються в результаті прямого взаємоприєднання двох чи більше складових частин без зміни послідовності сполучення атомів в кожній з них та без втрат атомів у окремих частинах. Можлива стехіометрія інша, ніж 1:1, наприклад, біс-аддукт (2:1). Інтрамолекулярний аддукт утворюється у випадку, коли його складові частини є групами, що належать до однієї і тієї ж молекулярної частинки.
Це загальний термін, якому IUPAC радить віддавати перевагу перед менш точним терміном комплекс. Термін також широко використовується для продуктів реакцій приєднання. Наприклад, аддукт Льюїса, аддукт Мейзенгеймера, а-аддукт.

## Різновиди
- У біохімії аддукт — ковалентний комплекс, утворений зв'язуванням певної хімічної частинки з біомолекулою, наприклад, білком чи ДНК.
- π-аддукт — аддукт, утворений внаслідок передачі електронної пари з π-орбіталі на σ-орбіталь, з σ-орбіталі — на π-орбіталь або з π-орбіталі на π-орбіталь.
- σ-аддукт — продукт прилучення електрофільної чи нуклеофільної вхідної групи або радикала до одного з sp2-гібридизованих атомів C ненасиченої системи.
- у мас-спектроскопії аддукт-йон — йон, утворений при взаємодії двох частинок (звичайно йона та молекули). Часто має у своєму складі всі атоми одної з частинок або й додаткові атоми.

- аддукт Льюїса — аддукт, утворений з кислоти й основи Льюїса: R3B--NR'3+.
- аддукт Мейзенгеймера — термін застосовувався до деяких стабільних, помітно делокалізованих циклогексадієнільних аніонів (або солей), утворюваних внаслідок іпсо-приєднання алкоксидних йонів до орто- чи пара-позицій орто- або пара-заміщених нітробензену, зокрема у випадку нітроарильних етерів.